# Galbe
Galbe war ein italienisches Volumenmaß für Flüssigkeiten, insbesondere Wein, und galt in Bologna.
Die Maßkette für das Maß war
- 1 Corba = 2 Galbe = 4 Quartarola = 60 Boccali = 240 Foglietta = 73,79133 Liter
- 1 Galbe = 36,8957 Liter